# Kigomero (periodiskt vattendrag)
Kigomero är ett periodiskt vattendrag i Burundi.   Det ligger i provinsen Rutana, i den centrala delen av landet, 80 kilometer sydost om huvudstaden Bujumbura.
Omgivningarna runt Kigomero är en mosaik av jordbruksmark och naturlig växtlighet. Runt Kigomero är det ganska tätbefolkat, med 199 invånare per kvadratkilometer.